# Dumnovellaunus
Dumnovellaunus est un roi celte qui régna au Ier siècle apr. J.-C. sur le peuple des Coritani (ou Corieltauvi), dans les Midlands de l'Est de l’actuelle Angleterre.

## Protohistoire
Les Coritani étaient un puissant peuple culture brittonique localisé, selon Venceslas Kruta, dans le Lincolnshire, le Leicestershire, le Nottinghamshire et partiellement le Humberside. Ils avaient pour voisins les Brigantes au nord, les Icéniens et les Catuvellauni au sud. Les Coritani ont très rapidement frappé et adopté le monnayage, puisque la période d’émission va de 70 av. J.-C. à 45 apr. J.-C.
Ce sont des inscriptions sur des pièces de monnaie qui attestent l’existence de Dumnovellaunus, ainsi que des autres membres de la lignée des souverains. Il est mentionné sur trois séries de pièces, datées de 45 apr. J.-C. avec trois autres rois : Dumnocoveros, Volisios et Cartivelios. Un lot important de pièces découvert dans le Yorkshire pourrait indiquer un déplacement de Volisios et des Coritani vers le nord, lors de la conquête de l’île de Bretagne par les Romains.

## Sources
- Venceslas Kruta, Les Celtes, Histoire et Dictionnaire, Éditions Robert Laffont, coll. « Bouquins », Paris, 2000,  (ISBN 2-7028-6261-6).
- John Haywood (intr. Barry Cunliffe, trad. Colette Stévanovitch), Atlas historique des Celtes, éditions Autrement, Paris, 2002,  (ISBN 2-7467-0187-1).
- Consulter aussi la bibliographie sur les Celtes.